# Bozarmut, Yatağan
Bozarmut là một thị trấn thuộc huyện Yatağan, tỉnh Muğla, Thổ Nhĩ Kỳ. Dân số thời điểm năm 2011 là 2.168 người.